# 淮汉之战
淮汉之战，494年（北魏太和十八年，南齐建武元年），北魏乘南齐萧鸾篡位之时，兴师南下进攻南齐淮汉（今淮河中游沿岸）地区的作战。
494年十二月，魏孝文帝派征南将军薛真度督四将南下攻南齐襄阳，大将军刘昶、平南将军王肃攻义阳（今河南信阳），徐州刺史拓跋衍攻钟离（今安徽凤阳东北），另一平南将军刘藻攻南郑（今陕西汉中）。魏孝文帝亲临悬瓠（今河南汝南），命尚书仆射卢渊为安南将军，督阳前锋军，指挥攻齐作战。南齐北襄城（今河南方城）太守坚城固守。495年正月，魏将拓跋衍领兵攻钟离，齐将萧惠休袭击，败归。二月，魏孝文帝率军30万渡淮河，进至钟离督阵。时魏将刘昶、王肃率众20万进攻义阳。南齐司州刺史萧诞领兵抵抗，齐将王广之引兵救义阳，离城百余里不敢进，部将萧衍请战，先行进攻，遂领部分精兵于夜闻抄小道进奔贤首山（今河南信阳西南）距魏军数里之地安营扎寨。魏军不知齐军多少，不敢进攻。次日黎明，义阳守军望见援军到达，于是派兵攻魏军，并顺风纵火，内外夹击，大败魏军。萧诞追击溃败的魏军，又获胜。
当义阳危机时，齐明帝萧鸾派都督青冀二州军事张沖领兵进攻北魏，以分散兵势，张冲连下建陵，驿马、厚丘，虎阬、冯时，即丘、纪城（今江苏、山东境）等城。魏军久攻钟离不克，士卒死伤甚众。三月，魏孝文帝亲领军进至邵阳洲（今安徽省凤阳县东北淮河中），并就地筑城，用栅栏切断水路，阻齐援军，同时于淮水南北两岸夹筑二城。齐军裴叔业领兵攻魏军克此二城。魏孝文帝釆纳相州刺史高闾、尚书令陆睿的建议，放弃攻齐淮汉计划，下令回师，退兵洛阳。